# Деланда, Мануэль
Мануэль Деланда (англ. Manuel DeLanda; р. 1952) — мексикано-американский писатель, художник и философ. Проживает в Нью-Йорке с 1975 года. Преподает на факультете архитектуры Принстонского университета и в Школе Дизайна Университета Пенсильвании, где он читает курсы о философии истории урбанизма и динамике городов как акторов истории с акцентом на важной роли самоорганизации и материальной культуры.
Деланда также преподает теорию архитектуры в качестве адъюнкт-профессора архитектуры и городского дизайна в Институте Пратта. Является председателем сообщества Жиля Делёза и профессором философии в European Graduate School (2010).
Ранее Деланда был приглашенным профессором в Университете Южной Калифорнии, где он вёл интенсивный двухнедельный курс о самоорганизации и городской жизни в весеннем семестре 2012 года; адъюнкт-профессором в Высшей школе Архитектуры Колумбийского университета с 1995 по 2006 год, а также преподавателем в Школе Архитектуры имени Ирвина С. Чанина.

## Фильмы
После переезда в Нью-Йорк, Деланда снял несколько экспериментальных фильмов (1975—1982), некоторые из которых были созданы в качестве работ для курсов программы бакалавриата Школы Визуальных Искусств. Во время обучения в Школе Мануэля Деланда курировала видео-художница Джон Брэйдермен. Позже, в 1980 году они поженились и совместно работали над многими проектами (включая Joan Does Dynasty (1986), Raw Nerves (1980) и Ismism (1979)) до тех пор, пока не развелись; когда именно это произошло — неизвестно.
Вдохновленные движением Ноу-вейв, 8-миллиметровые и 16-миллиметровые фильмы Деланды выступали как методичные, теоретически-обоснованные подходы к форме. Он изъял их публичного доступа после того, как оригинальные негативы были утеряны. В 2011 году Anthology Film Archives восстановил и переиздал эти фильмы.
Показательным является то, что Деланда цитируется режиссером Ником Зеддом в его манифесте «Cinema of Transgression». Это неудивительно, так как Деланда общался и сотрудничал с многими экспериментальными режиссерами нью-йоркского движения. В 2010 он появился в ретроспективе документального фильма «Пустой город» Селин Данье. Большая часть его работ была вдохновлена его нарождающимся интересом в области континентальной философии и критической теории. Один из его самых известных фильмов — «Необработанные нервы: лаканианский триллер» (Raw Nerves: A Lacanian Thriller, 1980).
Перейдя к нондетерминистскому синтезу теорий Бодрийяра и Делёза, техникам военного управления и материалистическим проблемам сложных систем и искусственной жизни (включая клеточные автоматы), Деланда оставил свои основные интересы 1980-х — постфрейдистскую концепцию бессознательного, так же как и теорию кино.

## Философия
Знаковые работы Деланда включают книги «Война в эпоху разумных машин» (1991), «Интенсивная наука и виртуальная философия» (2002) и «Новая философия общества. Теория ассамбляжей и социальная сложность» (2006). Он опубликовал большое количество статей и эссе, а также читал лекции в Европе и Соединенных штатах. С одной стороны, его работы фокусируются на теориях французских философов Жиля Делёза и Феликса Гваттари, с другой стороны — на современной науке, самоорганизующейся материи, искусственной жизни и интеллекте, экономике, архитектуре, теории хаоса, нелинейной динамике и клеточных автоматах. В своей недавней книге «Философская химия: генеалогия научного поля» (Philosophical Chemistry: Genealogy of a Scientific Field) он продолжает свои разыскания в области философии науки.